# スティーブン・グアルナッチャ
スティーブン・グアルナッチャ (Steven Guarnaccia)は、アメリカのイラストレーター、絵本作家。ニュージャージー州在住。

## 経歴
スティーブン・グアルナッチャは、パーソンズ美術大学のイラストレーション・プログラム長。以前はニューヨーク・タイムズ紙論説ページのアートディレクターを務めていた。子どもたちに現代建築やデザインを紹介する絵本や、書籍・雑誌のほか、ニューヨーク近代美術館(MoMA)のグリーティングカード、スウォッチの時計、ディズニー・クルーズ・ラインの壁画なども手がける。
MoMAで開催されたアキッレ・カスティリオーニの展覧会「Achille Castiglioni: Design!」のために描いたドローイングは書籍化されている。AIGA賞（アメリカ・グラフィックアート協会賞）、ニューヨークADC賞、SPD賞をはじめ受賞多数。アスペン国際デザイン会議のホールマークフェローでもあった。

## 著書
- 『Goldilocks and the Three Bears: A Tale Moderne』 (Harry N. Abrams, 2000)　ISBN 0810941392
- 『The Three Little Pigs』(Corraini, 2009)　ISBN 978-88-7570-205-2
- 『Michele De Lucchi』 (Corraini, 2010)　ISBN 978-88-7570-231-1